# Highclere Castle

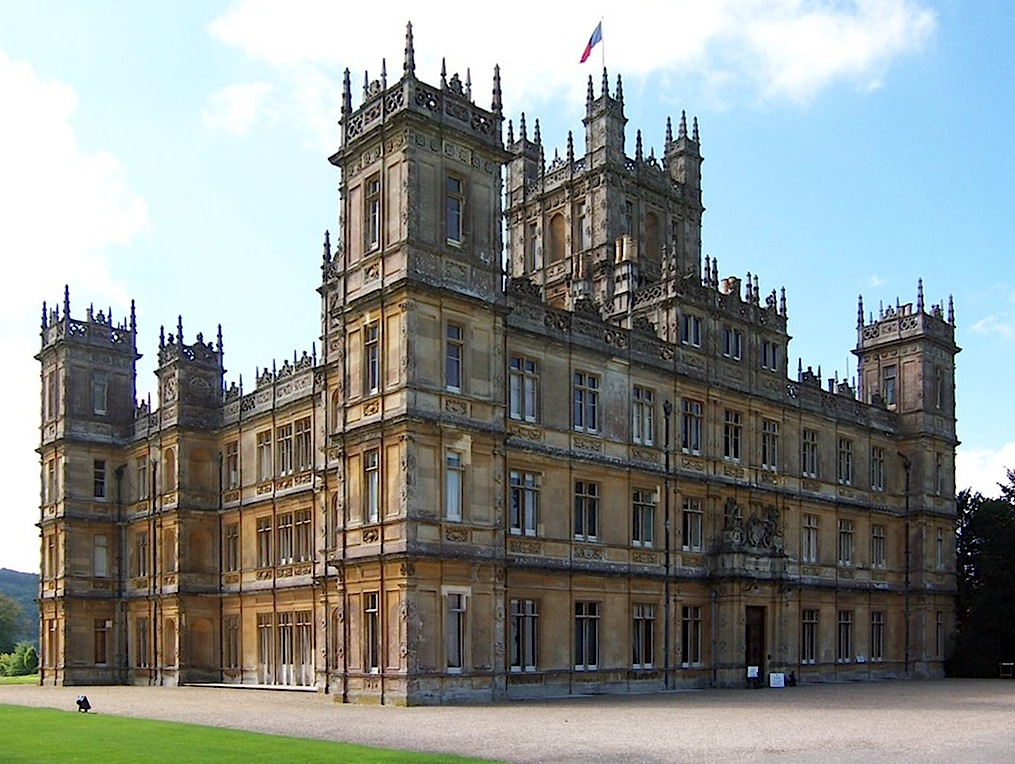
Highclere Castle

Highclere Castle is een Engels landgoed in het uiterste noorden van het graafschap Hampshire, ongeveer 8 km ten zuiden van Newbury (Berkshire) en 15 km ten noorden van Andover (Hampshire). Het landgoed wordt voor het eerst vermeld in 749, een Angelsaksische koning schonk het toen aan de bisschoppen van Winchester. Het huidige landhuis is het resultaat van een ingrijpende verbouwing in 1842–49 in Jacobethanische stijl. Het park werd ontworpen door Capability Brown in 1770. Highclere is de woonplaats van de graven van Carnarvon. Highclere Castle ligt op een landgoed van in totaal 2000 hectare. Het kasteel beslaat 30.000 vierkante meter en heeft in totaal 300 kamers, waarvan ongeveer 61 slaapkamers op de bovenste verdiepingen. 

## Bewoners
De beroemdste bewoner was Lord Carnarvon, de 5e graaf George Edward Stanhope Molyneux Herbert (1866-1923), die de opgraving van de Egyptische farao Toetanchamon financierde. Tijdens de Eerste Wereldoorlog was het kasteel een herstellingsoord voor gewonde soldaten.

## Televisieseries
Het landgoed is regelmatig het decor van filmopnames, en vooral bekend dankzij/als Downton Abbey. In deze serie werden daadwerkelijke gebeurtenissen uit de geschiedenis van Highclere Castle gebruikt. 
Het kasteel fungeerde als locatie van enkele Engelse televisieseries:
- Jeeves and Wooster
- Downton Abbey

### Films
- Eyes Wide Shut
- Downton Abbey